# Fed Cup 2006
Fed Cup 2006 představoval 44. ročník ženské tenisové týmové soutěže ve Fed Cupu, největší každoročně pořádané kolektivní události v ženském tenise. Finálové utkání se uskutečnilo 16.–17. září 2006 v belgickém Charleroi, kde domácí tým Belgie podlehl Italkám 2–3.

## Světová skupina 2006
| Účastníci Světové skupiny 2006 |        |           |         |
|                                |        |           |         |
| Rakousko                       | Belgie | Francie   | Německo |
| Itálie                         | Rusko  | Španělsko | USA     |

### Pavouk
|  | Čtvrtfinále 22.–23. dubna           | Čtvrtfinále 22.–23. dubna           | Čtvrtfinále 22.–23. dubna           |                                     |                                     | Semifinále 15.–16. července         | Semifinále 15.–16. července         | Semifinále 15.–16. července         |                                     |                                     | Finále 16.–17. září             | Finále 16.–17. září             | Finále 16.–17. září             |                                 |                                 |
|  |                                     |                                     |                                     |                                     |                                     |                                     |                                     |                                     |                                     |                                     |                                 |                                 |                                 |                                 |                                 |
|  | Lutych, Belgie (tvrdý, venku)       |                                     |                                     |                                     |                                     |                                     |                                     |                                     |                                     |                                     |                                 |                                 |                                 |                                 |                                 |
|  | 1                                   | Rusko                               | 2                                   |                                     |                                     |                                     |                                     |                                     |                                     |                                     |                                 |                                 |                                 |                                 |                                 |
|  |                                     | Belgie                              | 3                                   |                                     |                                     | Ostende, Belgie (tvrdý, hala)       | Ostende, Belgie (tvrdý, hala)       | Ostende, Belgie (tvrdý, hala)       | Ostende, Belgie (tvrdý, hala)       | Ostende, Belgie (tvrdý, hala)       |                                 |                                 |                                 |                                 |                                 |
|  |                                     |                                     |                                     |                                     |                                     | Belgie                              | 4                                   |                                     |                                     |                                     |                                 |                                 |                                 |                                 |                                 |
|  | Ettenheim, Německo (antuka, venku)  | Ettenheim, Německo (antuka, venku)  | Ettenheim, Německo (antuka, venku)  | Ettenheim, Německo (antuka, venku)  |                                     | 4                                   | Spojené státy                       | 1                                   |                                     |                                     |                                 |                                 |                                 |                                 |                                 |
|  |                                     | Německo                             | 2                                   |                                     |                                     |                                     |                                     |                                     |                                     |                                     |                                 |                                 |                                 |                                 |                                 |
|  | 4                                   | Spojené státy                       | 3                                   |                                     |                                     |                                     |                                     |                                     |                                     |                                     | Charleroi, Belgie (tvrdý, hala) | Charleroi, Belgie (tvrdý, hala) | Charleroi, Belgie (tvrdý, hala) | Charleroi, Belgie (tvrdý, hala) | Charleroi, Belgie (tvrdý, hala) |
|  |                                     |                                     |                                     |                                     |                                     |                                     |                                     |                                     |                                     |                                     |                                 | Belgie                          | 2                               |                                 |                                 |
|  | Valencie, Španělsko (antuka, venku) | Valencie, Španělsko (antuka, venku) | Valencie, Španělsko (antuka, venku) | Valencie, Španělsko (antuka, venku) | Valencie, Španělsko (antuka, venku) |                                     |                                     |                                     |                                     |                                     |                                 | Itálie                          | 3                               |                                 |                                 |
|  | 3                                   | Španělsko                           | 5                                   |                                     |                                     |                                     |                                     |                                     |                                     |                                     |                                 |                                 |                                 |                                 |                                 |
|  |                                     | Rakousko                            | 0                                   |                                     |                                     | Zaragoza, Španělsko (antuka, venku) | Zaragoza, Španělsko (antuka, venku) | Zaragoza, Španělsko (antuka, venku) | Zaragoza, Španělsko (antuka, venku) | Zaragoza, Španělsko (antuka, venku) |                                 |                                 |                                 |                                 |                                 |
|  |                                     |                                     |                                     |                                     | 3                                   | Španělsko                           | 1                                   |                                     |                                     |                                     |                                 |                                 |                                 |                                 |                                 |
|  | Nancy, Francie (antuka, hala)       | Nancy, Francie (antuka, hala)       | Nancy, Francie (antuka, hala)       | Nancy, Francie (antuka, hala)       |                                     |                                     | Itálie                              | 3                                   |                                     |                                     |                                 |                                 |                                 |                                 |                                 |
|  |                                     | Itálie                              | 4                                   |                                     |                                     |                                     |                                     |                                     |                                     |                                     |                                 |                                 |                                 |                                 |                                 |
|  | 2                                   | Francie                             | 1                                   |                                     |                                     |                                     |                                     |                                     |                                     |                                     |                                 |                                 |                                 |                                 |                                 |

### Finále
| Spiroudome, Charleroi, Belgie 16.–17. září tvrdý – DecoTurf (hala) |  |                                                                                  |      |     |     |       |  |  |
| \| 1. \| \| Kirsten Flipkensová Francesca Schiavoneová \| 1 6 \| 3 6 \| \| \| \| \| \| 2. \| \| Justine Heninová Flavia Pennettaová \| 6 4 \| 7 5 \| \| \| \| \| \| 3. \| \| Justine Heninová Francesca Schiavoneová \| 6 4 \| 7 5 \| \| \| \| \| \| 4. \| \| Kirsten Flipkensová Mara Santangelová \| 7 63 \| 3 6 \| 0 6 \| \| \| \| \| 5. \| \| Kirsten Flipkensová / Justine Heninová Francesca Schiavoneová / Roberta Vinciová \| 6 3 \| 2 6 \| 0 2 \| skreč \| \| \| \| \| \| \| \| \| \| \| \| \| \| \| \| \| \| \| \| \| \| \| \| \| \| \| \| \| \| \| \| \| \| \| \| \| \| \| \| \| \| \| \| \| \| \| \| \| \| \| \| \| |  |                                                                                  |      |     |     |       |  |  |
| |  |                                                                                  | 1.   | 2.  | 3.  |       |  |  |
| 1. |  | Kirsten Flipkensová Francesca Schiavoneová                                       | 1 6  | 3 6 |     |       |  |  |
| 2. |  | Justine Heninová Flavia Pennettaová                                              | 6 4  | 7 5 |     |       |  |  |
| 3. |  | Justine Heninová Francesca Schiavoneová                                          | 6 4  | 7 5 |     |       |  |  |
| 4. |  | Kirsten Flipkensová Mara Santangelová                                            | 7 63 | 3 6 | 0 6 |       |  |  |
| 5. |  | Kirsten Flipkensová / Justine Heninová Francesca Schiavoneová / Roberta Vinciová | 6 3  | 2 6 | 0 2 | skreč |  |  |
| |  |                                                                                  |      |     |     |       |  |  |
| |  |                                                                                  |      |     |     |       |  |  |
| |  |                                                                                  |      |     |     |       |  |  |
| |  |                                                                                  |      |     |     |       |  |  |
| |  |                                                                                  |      |     |     |       |  |  |

## Baráž Světové skupiny
Čtyři týmy, které prohrály ve Světové skupině v 1. kole (Rakousko, Francie, Německo a Rusko) a 4 vítězné týmy ze Světové skupiny II (Čína, Chorvatsko, Česko a Japonsko) se utkaly v baráži o Světovou skupinu.
| Místo                   | Povrch        | Domácí     | Výsledek | Hosté    |
| ----------------------- | ------------- | ---------- | -------- | -------- |
| Tokio, Japonsko         | tvrdý, hala   | Japonsko   | 5–0      | Rakousko |
| Cagnes-sur-Mer, Francie | antuka, venku | Francie    | 3–2      | Česko    |
| Peking, Čína            | tvrdý, hala   | Čína       | 4–1      | Německo  |
| Umag, Chorvatsko        | antuka, venku | Chorvatsko | 2–3      | Rusko    |

## Světová skupina II
| Místo              | Povrch        | Domácí     | Výsledek | Hosté     |
| ------------------ | ------------- | ---------- | -------- | --------- |
| Tokio, Japonsko    | tvrdý, hala   | Japonsko   | 4–1      | Švýcarsko |
| Záhřeb, Chorvatsko | koberec, hala | Chorvatsko | 3–2      | Argentina |
| Bangkok, Thajsko   | tvrdý, venku  | Thajsko    | 1–4      | Česko     |
| Jakarta, Indonésie | tvrdý, venku  | Indonésie  | 0–4      | Čína      |

## Baráž Světové skupiny II
Čtyři týmy, které prohrály ve Světové skupině II (Argentina, Indonésie, Švýcarsko a Thajsko) hrály baráž proti týmům, které se kvalifikovaly z 1. skupin oblastních zón. Dva týmy se kvalifikovaly z evropsko-africké zóny (Izrael a Slovensko), jeden z asijsko-oceánské zóny (Austrálie) a jeden tým z americké zóny (Kanada).
| Místo                         | Povrch       | Domácí    | Výsledek | Domácí    |
| ----------------------------- | ------------ | --------- | -------- | --------- |
| Ramat ha-Šaron, Izrael        | tvrdý, venku | Izrael    | bez boje | Indonésie |
| Edmonton, Kanada              | tvrdý, venku | Kanada    | 3–2      | Argentina |
| Bratislava, Slovensko         | tvrdý, hala  | Slovensko | 5–0      | Thajsko   |
| Chavannes-de-Bogis, Švýcarsko | tvrdý, venku | Švýcarsko | 0–5      | Austrálie |

## Americká Zóna

### 1. skupina
- Kanada
- Brazílie
- Portoriko
- Mexiko
- Chile
- Kolumbie
- Kuba
- Uruguay

Výsledek
- Kanada postoupila do baráže Světové skupiny II
- Kuba a  Uruguay sestoupily do 2. skupiny pro rok 2007

### 2. skupina
- Venezuela
- Dominikánská republika
- Paraguay
- Bolívie
- Bermudy
- Panama

Výsledek
- Venezuela a  Dominikánská republika postoupily do 1. skupiny pro rok 2007

## Zóna Asie a Oceánie

### 1. skupina
- Austrálie
- Indie
- Tchaj-wan
- Jižní Korea
- Uzbekistán
- Filipíny
- Nový Zéland

Výsledek
- Austrálie postoupila do baráže Světové skupiny II
- Filipíny a  Nový Zéland sestoupily do 2. skupiny pro rok 2007

### 2. skupina
- Hongkong
- Kazachstán
- Singapur
- Sýrie

Výsledek
- Hongkong a  Kazachstán postoupily do 1. skupiny pro rok 2007

## Zóna Evropy a Afriky

### 1. skupina
- Slovensko
- Izrael
- Bělorusko
- Bulharsko
- Dánsko
- Estonsko
- Velká Británie
- Maďarsko
- Lucembursko
- Nizozemsko
- Rumunsko
- Srbsko a Černá Hora
- Slovinsko
- Švédsko
- Ukrajina
- Finsko
- Jižní Afrika

Výsledek
- Slovensko a  Izrael  postoupily do baráže Světové skupiny II
- Finsko a  Jižní Afrika sestoupily do 2. skupiny pro rok 2007

### 2. skupina
- Litva
- Polsko
- Gruzie
- Řecko
- Portugalsko
- Irsko
- Lotyšsko

Výsledek
- Litva a  Polsko postoupily do 1. skupiny pro rok 2007
- Irsko a  Lotyšsko sestoupily do 3. skupiny pro rok 2007

### 3. skupina
- Bosna a Hercegovina
- Norsko
- Ázerbájdžán
- Botswana
- Egypt
- Island
- Lichtenštejnsko
- Moldavsko
- Namibie
- Tunisko
- Turecko

Výsledek
- Bosna a Hercegovina a  Norsko postoupily do 2. skupiny pro rok 2007